# Chiesa di San Giuliano (Vercelli)
La chiesa di San Giuliano è una chiesa di Vercelli, in Piemonte.
Citata in un documento del 1147 come parrocchia, è stata rimaneggiata nel XVI secolo, pur mantenendo le dimensioni e parti della struttura romanica originaria. È l'unica chiesa che si affaccia su Corso Libertà ad avere mantenuto l'originario orientamento sull'asse est-ovest e delle dimensioni piuttosto contenute. La tradizione popolare la vuole come luogo che diede rifugio a sant'Eusebio di Vercelli perseguitato dagli ariani.
All'interno la chiesa conserva affreschi attribuiti a Girolamo Giovenone e a Bernardino Lanino

## Storia
La chiesa compare citata per la prima volta in un documento del 1147 che la attesta come parrocchia governata dal rettore Pietro. Nel corso del XVI secolo venne rimaneggiata e ridecorata con un ciclo di affreschi di cui permangono una serie di santi e tre pale d'altare. Ma pur nei rimaneggiamenti, la struttura rimase l'originaria romanica, e l'orientamento fu mantenuto sull'asse est-ovest come tutte le chiese più antiche. Nel XVIII secolo venne realizzata la decorazione barocca ancora oggi esistente. Nel 1848 vi furono importanti lavori così riportati "rinnovazione dell’intero intonaco esterno della chiesa e del campanile: decorazione esterna della chiesa e ritocco alla decorazione interna" che le diedero l'aspetto attuale. Altri restauri ci furono nel 1880, negli anni sessanta del Novecento e nel 2014. Nel 1986 divenne rettoria perdendo la titolarità della parrocchia (assorbita dalla Parrocchia di Sant’Agnese in San Francesco).

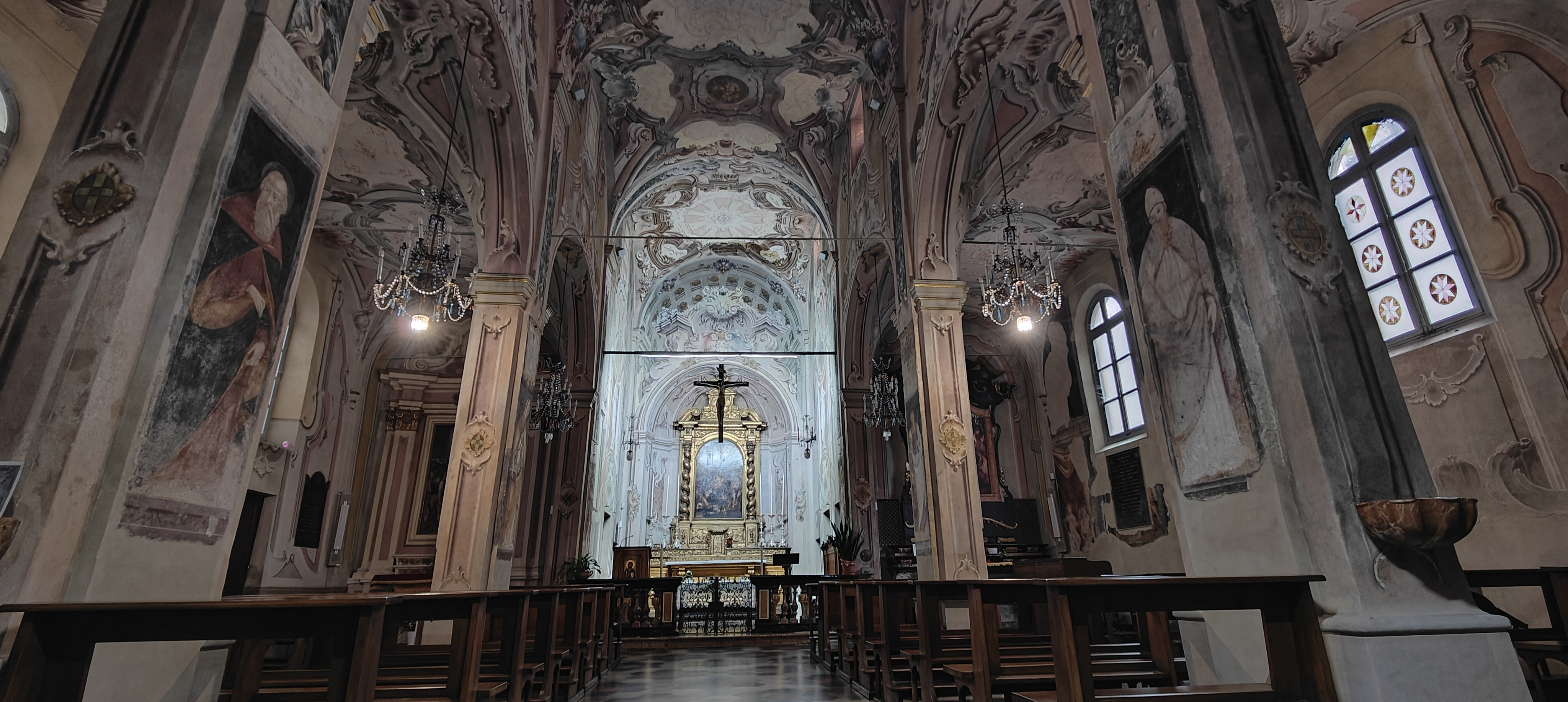
L'interno a 3 navate